# انتخابات ریاست‌جمهوری ایالات متحده آمریکا (۱۹۹۲)
انتخابات ریاست جمهوری ایالات متحده آمریکا پنجاه و سومین انتخابات ریاست‌جمهوری در تاریخ این کشور بود که برای انتخاب چهل و دومین رئیس جمهور ایالات متحده آمریکا به همراه معاون او در تاریخ ۳ نوامبر سال ۱۹۹۲ برگزار شد. در این انتخابات بیل کلینتون به همراه ال گور از سوی حزب دموکرات و جورج هربرت واکر بوش به همراه دن کویل از حزب جمهوری‌خواه (حزب حاکم) به رقابت پرداختند.

## پی‌نوشت و منبع
1. ↑  "Dave Leip's Atlas of U.S. Presidential Elections". Uselectionatlas.org. Retrieved October 21, 2012.